# Betak
Betak is een bestuurslaag in het regentschap Tulungagung van de provincie Oost-Java, Indonesië. Betak telt 6087 inwoners (volkstelling 2010).